# Ривър Плейт Монтевидео
 Тази статия е за уругвайския отбор.  За несъществуващия вече уругвайски отбор с това име вижте ФК Ривър Плейт.  За аржентинския Ривър Плейт вижте Ривър Плейт.
Клуб Атлетико „Ривър Плейт“ (на испански: Club Atlético River Plate), или само „Ривър Плейт“, е уругвайски футболен отбор от Монтевидео.
Основан е на 11 май 1932 г. вследствие на обединението на Олимпия и Карупо. Цветовете на отбора са заимствани от тези на ФК Ривър Плейт, един от най-добрите уругвайски отбори в ерата на аматьорския футбол. Ривър Плейт е шесткратен шампион на втора дивизия

## Успехи
- 6х шампион на втора дивизия: 1943, 1967, 1978, 1984, 1991 и 2004

## Известни бивши играчи
| - Валдемар Викторино - Густаво Пойет - Ернан Родриго Лопес - Еторе Пуричели - Иван Алонсо - Карлос Агилера - Луис Диего Лопес - Освалдо Канобио - Фернандо Кореа - Фернандо Морена - Фернандо Пикун - Хуан Рамон Караско |